# 愛斯基摩群礁
愛斯基摩群礁是俄羅斯的群礁，屬於法蘭士約瑟夫地群島的一部分，由3個島嶼組成，位於維爾切克島以東4.5公里，行政方面由阿爾漢格爾斯克州負責管轄。